# Cerapus erae
Cerapus erae is een vlokreeftensoort uit de familie van de Ischyroceridae. De wetenschappelijke naam van de soort is voor het eerst geldig gepubliceerd in 1952 door Bulycheva.